# Аджан Брам
Аджан Брам (на английски: Ajahn Brahm) е английски теревадски будиски монах и писател на произведения в жанра книги за самопомощ и самоусъвършенстване.

## Биография и творчество
Аджан Брамавамсо Махатера, известен като Аджан Брам, е роден на 7 август 1951 г. в Лондон, Англия, с рождено име Питър Бетс. На 16-годишна възраст се запознава с първите будистки книги и оттогава определя себе си за последовател на будизма. Получава стипендия и учи теоретична физика в Университета в Кеймбридж. В Кеймбридж се присъединява към будисткото общество на университета и на 18 години за пръв път се среща с будистки монах.
След дипломирането си в продължение на една година работи като преподавател в гимназията, след което заминава за Тайланд, за да стане монах. Посветен е в монашески чин на 23 години от настоятеля на манастира „Уат Сакет“ в Банкок, и в продължение на 9 години прекарва в обучение и медитация под ръководството на известния будистки учител Аджан Ча Бодхиняна Махатера. През 1983 г. след завършване на обучението си е изпратен в Пърт.
В Пърт заедно с местната диаспора основава манастира „Бодхиняна“ кръстен на неговия учител. Самият манастир е построен със собствени сили и средства.
Аджан Брам става игумен на манастира „Бодхиняна“, в Серпентин, Западна Австралия, духовен съветник на будистките общества на Виктория, Южна Австралия, и Сингапур, патрон на будистките центрове в Сингапур и Сидни.
Докато е младши монах е помолен да изготви указания на английски език за будисткото течение виная. Наръчникът става основа за изучаване на монашеската дисциплина в много теравадански манастири в западните страни.
През 2005 г. е издадена първата му книга „Отвори сърцето си: будистки приказки за щастие“.
През 2009 г., в резултат от убежденията си за равенство на половете, посвещава в будистки монашески сан четири жени, за което е отлъчен от приемствеността с главния манастир в Тайланд. За действията си получава широка защита и морална подкрепа от целия свят.

## Произведения
- Opening the Door of Your Heart: And Other Buddhist Tales of Happiness (2005)
Отвори сърцето си: будистки приказки за щастие, изд.: „Хермес“, Пловдив (2011), прев. Снежана Милева
- Mindfulness, Bliss, and Beyond: A Meditator's Handbook. (2006)
- The Art of Disappearing: Buddha's Path to Lasting Joy. (2011)
- Don't Worry, Be Grumpy: Inspiring Stories for Making the Most of Each Moment (2014)
Лиценз за щастие: будистки приказки за просветление, изд.: „Хермес“, Пловдив (2017), прев. Снежана Милева